# David Smail
David John Smail, född 23 april 1938, död 3 augusti 2014, var en brittisk klinisk psykolog och fackboksförfattare som förespråkade en socialmaterialistisk förklaringsmodell gällande psykiskt lidande.

## Biografi
Smail föddes i Putney i London, och växte upp i Epsom och Wimbledon.
Efter att han tog sin examen från University College London med en examen i filosofi och psykologi, nödgades han därefter att tjäna sitt förvärv med hjälp av marknadsundersökningar dessförinnan att tog sig an klinisk psykologi; vilket han utbildade sig i Horton Hospital i Epsom, och vidareutbildade sig på Claybury Hospital i Essex (cirka 1961). Smail tog sin doktorsexamen i filosofi och skrev då om ämnet: skuld och aggression, 1965 från University College London. Han var chef för de kliniska psykologitjänsterna i Nottingham (Storbritannien) fram till 1993 och han gick i pension från NHS 1998. Smail erhöll även hedersposten som specialprofessor i klinisk psykologi, University of Nottingham, från 1979 till 2000  och var en grundande medlem av Midlands Psychology Group. 

## Valda verk
- The Treatment of Mental Illness - Science, Faith and the Therapeutic Personality. University of London Press, 1969.
- Psychotherapy: A Personal Approach. [1978] Dent, 1982 (revised). ISBN 978-0-460-02194-4
- Illusion and Reality - The Meaning of Anxiety. [1984] Constable, 1997 (revised). ISBN 978-0-460-02278-1
- Taking Care - An Alternative to Therapy. [1987] Constable, 1998. ISBN 978-0-09-477420-9
- The Origins of Unhappiness - A New Understanding of Personal Distress. [1993] Constable, 1999 (revised). ISBN 978-0-09-479340-8
- How to Survive Without Psychotherapy. [1996] Constable, 1998 (revised). ISBN 978-0-09-478480-2
- The Nature of Unhappiness. Robinson, 2001. ISBN 1-84119-350-X
- Why Therapy Doesn't Work. Robinson, 2001. ISBN 978-1-84119-350-2
- Power, Interest and Psychology - Elements of a Social Materialist Understanding of Distress. PCCS Books, 2005. ISBN 978-1-898059-71-4